# 114
114（一百一十四）是113与115之间的自然数。

## 數學性質
- 第83個合數，正因數有1、2、3、6、19、38、57和114。前一個為112、下一個為115。
質因數分解為{\displaystyle 2\times 3\times 19}。
- 第27個過剩數，真因數和為126，盈度為12。前一個為112、下一個為120。
  - 第28個半完全數，和為本身的其中一組因數為19、 38、 57。前一個為112、下一個為120。
- 第78個不尋常數，大於平方根的質因數為19。前一個為113、下一個為115。
- 第16個佩服數，相減後為本身的因數為6。前一個為104、下一個為120。
- 第72個無平方數因數的數。前一個為113、下一個為115。
- 第9個楔形數。前一個為110、下一個為130。
- 第39個十进制的哈沙德數。前一個為112、下一個為117。
- 第67個十进制的奢侈數。前一個為110、下一個為116。
- 1/114 = 0.0087719298245614035…（底線部份為循環單位共18位）
- 從114開始有連續13個合數。（最後一個是126）
- 114至少需要8個立方數之和才能表示。
- 第3個39邊形數

## 科學上
- 鈇的原子序數

## 在其它領域中
- 114年
- 前114年
- 1月14日
- 11月4日
- 農曆1月14日
- 農曆11月4日
- 114在中華民國郵遞區號中是指台北市內湖區
- 在中国大陆，114是中国联通（北方10省、自治区、直辖市）与中国电信（南方21省、自治区、直辖市）的电话导航平台
  - 参看中国大陆服务电话号码列表
- 圖-114，一款由 苏联圖波列夫公司於1950年代推出的飛機型號